# Храм Партасарати
Храм Партасарати или Партхасаратхи (там. பார்த்தசாரதி திருக்கோயில்) — один из старейших индуистских храмов в Ченнаи, Тамилнад, Индия. Сохранившаяся надпись свидетельствует, что он был возведён при паллавском царе Дантивармане (796—846). Достроен в XVI веке. Однако некоторые священные гимны указывают, что храм существовал уже в V—VI веках.
Храм посвящён Кришне (или воплотившемся в нём Вишну), который, согласно «Махабхарате», был колесничим (сарати) у одного из братьев-пандавов, Арджуны (Парта) в битве при Курукшетре, и спас ему жизнь, заслонив от стрел Бхишмы.
Храм Партасарати единственный храм посвященный именно этому воплощению бога из 108 мест поклонения Вишну.
Помимо святынь нескольких богов внутри храма находятся статуи двенадцати альвар. Храм украшен скульптурами на гопураме, резными колоннами и разукрашенными потолками. Надписи на каменных плитах внешней стены пересказывают легенду о Партасарати на тамильском и телугу.
Перед храмом стоит Мемориальный дом Бхарати — место где провёл свои последние дни тамильский поэт и борец за независимость Субраманья Баради.